# Vektor (Band)
Vektor ist eine US-amerikanische Thrash-/Progressive-Metal-Band aus Tempe, Arizona. Die Band wurde im Jahre 2002 gegründet und steht bei Earache Records unter Vertrag.

## Geschichte
Bereits ein Jahr nach der Bandgründung wurde mit Nucleus das erste Demo veröffentlicht, welches der Band jedoch keinen Plattenvertrag einbrachte. In den folgenden Jahren spielte die Band zahlreiche Konzerte in Arizona und trat als Vorgruppe von renommierten Bands wie Testament, Hirax und Iced Earth auf. 2006 wurde in Eigenregie das Debütalbum Demolition veröffentlicht. Ein Jahr später folgte das zweite Demo Hunger for Violence.
Im März 2009 unterschrieb die Band einen Vertrag bei Heavy Artillery Records, die im November 2009 das zweite Studioalbum Black Future veröffentlichten. Im November 2011 wurde das Album Outer Isolation, das noch mal Lieder von dem Demolition-Album enthält, von Heavy Artillery veröffentlicht. 2013 wechselte Vektor zum Label Earache Records, die das Album Outer Isolation als Schallplatte wiederveröffentlichten. Das dritte Studioalbum Terminal Redux erschien am 6. Mai 2016.
Im Dezember 2016 verkündeten Frank Chin, Erik Nelson und Blake Andersson ihren Austritt aus der Band. David Disanto verbleibt als letztes Gründungsmitglied und Hauptsongwriter und gab bekannt, dass er Vektor weiterführen werde.
2021 erschien die Split-EP Transmissions of Chaos zusammen mit der niederländischen Band Cryptosis.

## Stil
Die Musik von Vektor ist in der Regel schnell gespielter Thrash Metal, der durch viele Tempo- und Rhythmuswechsel auch progressive Einflüsse beinhaltet. Die Lieder sind in der Regel lang; das zweite Studioalbum Black Future enthält drei Lieder, die über zehn Minuten lang sind. Zu den Haupteinflüssen der Band zählen Gruppen wie Voivod, Kreator und Watchtower. Der Gesang von David Disanto wechselt zwischen gutturalem Gesang und Schreien im Falsett.

## Diskografie

### Studioalben
- 2006: Demolition
- 2009: Black Future
- 2011: Outer Isolation
- 2016: Terminal Redux

### Demos
- 2003: Nucleus
- 2007: Hunger for Violence

### EPs
- 2021: Transmisisons of Chaos